# Constantin von Briesen
Constantin Karl Alexander William von Briesen, più brevemente Costantin o Konstantin von Briesen (Pritten nell'allora distretto di Dramburg, 15 luglio 1821 – Bad Homburg vor der Höhe, 9 agosto 1877), è stato un politico prussiano, amministratore distrettuale del distretto Merzig-Wadern e del distretto di Obertaunus (oggi parte del circondario dell'Alto Taunus) nonché membro della Camera dei rappresentanti prussiana.

## La famiglia
Constantin von Briesen appartenne al ramo dei Briesen, provenienti dall'Uradel prussiano-pomerano. Suo padre fu il signore feudale Ferdinand Alexander von Briesen (1785-1844), sua madre Charlotte Juliane, nata von Hermensdorf. Sposò a Coblenza il 17 aprile 1852 la contessa Maria Seyssel d'Aix (nata il 30 ottobre 1821 a Elberfeld; morta il 26 luglio 1900 a Düsseldorf), figlia dell'amministratore distrettuale Carl Theodor von Seyssel d'Aix e della sua prima moglie Ernestine von Crailsheim. Constantin von Briesen in origine fu di confessione Protestante, ma si convertì al cattolicesimo nel 1847. Sua moglie era una protestante riformata. Ebbero quattro figli.

## Educazione e vita
Constantin von Briesen inizialmente ricevette lezioni private per poi frequentare i Kadettencorps di Berlino e Potsdam tra i 12 e i 16 anni. Il suo ultimo grado militare fu capitano della Cavalleria dell'esercito del Land. Successivamente frequentò il Köllnische Realgymnasium di Berlino. Dopo aver superato l'esame di maturità il 21 settembre 1839, studiò giurisprudenza all'Università di Bonn (immatricolato il 2 novembre 1841), di Berlino e di Königsberg. Il 18 novembre 1842 superò l'Auskultatorexamen e il 12 dicembre divenne Auskultator alla Corte d'Appello di Berlino. 
Il 4 ottobre 1844 divenne un funzionario governativo in formazione presso il governo di Potsdam e l'11 giugno 1849 un assistente governativo presso il governo di Treviri.

## Amministratore distrettuale
Constantin von Briesen fu dal 1850 (dal 25 marzo 1850 provvisorio, dal 4 aprile 1853 regolare) al 1866 amministratore distrettuale del distretto Merzig-Wadern di Merzig e trasferì la sua residenza a Gut Wiesenhof. Durante il mandato di von Briesen fu fondata la cassa di risparmio di Merzig. Riprese la Wiesenmelioration, che si era fermata a causa dei disordini politici del 1848, e fondò la cassa di risparmio distrettuale nel 1857 con il significativo aiuto di Eugen von Boch. 
Dal 18 settembre 1854 al novembre 1855 von Briesen fu anche incaricato di amministrare il vicino distretto Saarburg.
Constantin von Briesen venne nominato a Bad Homburg come membro del gruppo per l'annessione dell'Assia-Homburg da parte della Prussia. Già prima dell'entrata in vigore del trattato di pace del 3 settembre 1866, Constantin von Briesen divenne responsabile della commissione civile e fu nominato primo amministratore distrettuale dal Ministero dell'Interno prussiano quando il 22 febbraio 1867 fu fondato il distretto di Obertaunus. La sede e la residenza ufficiale fu inizialmente il Castello del Landgräfliche fino al 1867, quando fu fondato l'attuale ufficio distrettuale in Dorotheenstrasse 1. La candidatura nel 1867 al Reichstag della Confederazione Tedesca del Nord nel collegio elettorale del Reichstag Regierungsbezirk Wiesbaden 1 fallì chiaramente. Constantin von Briesen ricevette solo lo 0,7% dei voti. 
Nel 1868 Constantin von Briesen fu sollevato dal suo incarico (il motivo addotto fu la volontà di Briesens di avere uno stipendio più elevato e l'incarico aggiuntivo di Badedirektor) e sostituito da Wilhelm von König. Constantin von Briesen fu messo temporaneamente in pensione. Dal 1867 Constantin von Briesen fu membro della Camera dei rappresentanti prussiana per la X legislatura. Nell'agosto 1869 fu nominato membro della giunta municipale di Düsseldorf. Dal 1875 al 1876, Briesen fu di nuovo nominato amministratore distrettuale (nel distretto di Neuss). Nel 1876 von Briesen tornò quindi alla carica di amministratore distrettuale del distretto di Obertaunus, ma anche il suo secondo mandato fu breve. Il 9 agosto 1877 si sparò per motivi privati. Secondo il suo medico soffriva di depressione. Fu sepolto nella tomba di famiglia a Merzig.

## Onorificenze
Portava i titoli di Regierungsrates e camerlengo.

## Opere
- Storia documentaria del distretto di Merzig-Wadern. Saarlouis 1863 (Volume 1) e 1867 (Volume 2). Una ristampa invariata dell'edizione del 1863 apparve nel 1980 a Queisser Verlag, Dillingen / Saar